# Călmățuiu
Călmățuiu es una comuna ubicada en el distrito de Teleorman, Rumania.

## Superficie
Posee una superficie de 75,76 kilómetros cuadrados.

## Demografía
Hasta 2021 la población era de 1566 habitantes, con una densidad de población de 20,67 habitantes por kilómetro cuadrado.